# Vojtěch Johaník
Vojtěch Johaník (* 5. června 1986 Uherské Hradiště) je český herec, v letech 2013 až 2018 člen souboru Městského divadla Zlín, od roku 2018 pak člen souboru Divadla Petra Bezruče v Ostravě.

## Život
Dětství i dospívání prožil v Uherském Hradišti. Po základní škole pokračoval ve studiu v oboru mechanik číslicově řízených strojů, později studoval jeden rok jazykovou školu. V roce 2011 absolvoval bakalářský obor Dramatická výchova na Divadelní fakultě Janáčkovy akademie múzických umění v Brně.
Po studiu hostoval či byl členem několika souborů, např. KoČéBr, D'Epog, Buranteatr Brno, Divadlo Krajiny a také Divadlo Tramtarie Olomouc, ve kterém stále hostuje. Od roku 2013 byl členem souboru Městského divadla Zlín. Působil také jako moderátor a konferenciér. Od září 2018 přešel do angažmá Divadla Petra Bezruče v Ostravě.
Co se týká filmové a televizní tvorby, tak mimo několika studentských filmů a TV reklam ztvárnil role v seriálu Znamení koně (2011), v hororu Nenasytná Tiffany (2015) či v thrilleru Pěstírna (2017).